# پتروس ژاکوبز کیپ
پتروس ژاکوبز کیپ (انگلیسی: Petrus Jacobus Kipp؛ زاده ۵ مارس ۱۸۰۸ درگذشته ۳ فوریهٔ ۱۸۶۴) یک شیمی‌دان اهل هلند بود.